# Handbalclub Rhino Turnhout
Handbalclub Rhino is een Belgische handbalclub gevestigd in Turnhout. 

## Geschiedenis
HC Rhino vroeger, Technico Turnhout, werd opgericht in 1973. De club heeft verscheidene teams die meedraaien in verschillende competities. Het vrouwenteam speelt momenteel in de tweede nationale damesdivisie, het mannenteam komt uit in de derde Ligareeks. Ook zijn er nog twee jeugdploegen actief voor de Turnhoutse handbalclub.
In het seizoen 2005-2006 dwongen de dames de promotie af naar eerste nationale. Hun grootste succes dateert van 2012. Het damesteam won toen onder leiding van Kris Moens de Beker van België tegen Fémina Visé. In datzelfde jaar grepen de dames net naast de landstitel, eveneens tegen Fémina Visé. Na afloop van het seizoen 2013-2014 maakte de club bekend met het damesteam te stoppen op het hoogste niveau.

## Palmares

### Dames
- Beker van België: 2012

## Bekende (ex-)spelers
- Kristien Leonaers
- Xenia Smits